# Beijing U5
Beijing U5 (до июля 2020 года — Senova D50) — седан, выпускающийся с 2014 года китайским автопроизводителем BAIC Motor.

## Первое поколение
Модель была представлена в 2014 году на Пекинском автосалоне как Beijing Auto C50E, во второй половине 2014 года вышла на рынок Китая как модель суббренда Senova под названием Senova D50, цена — от 74 800 юаней до 119 800 юаней.
Двигатель — безальтернативный 1,5-литровый четырехцилиндровый бензиновый мощностью 116 л. с., в паре с 5-ступенчатой МКПП или вариатором.

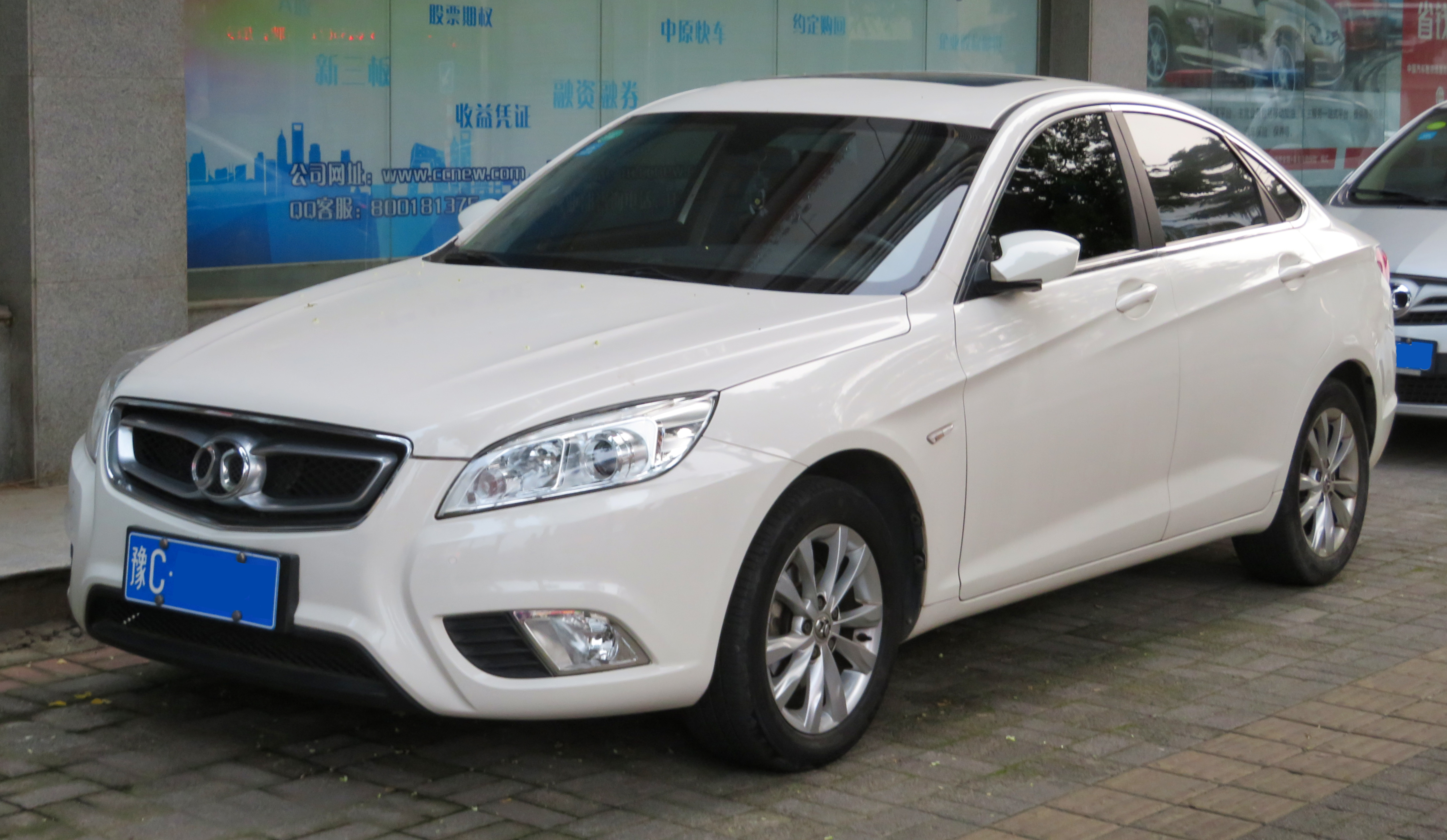
2015-2017
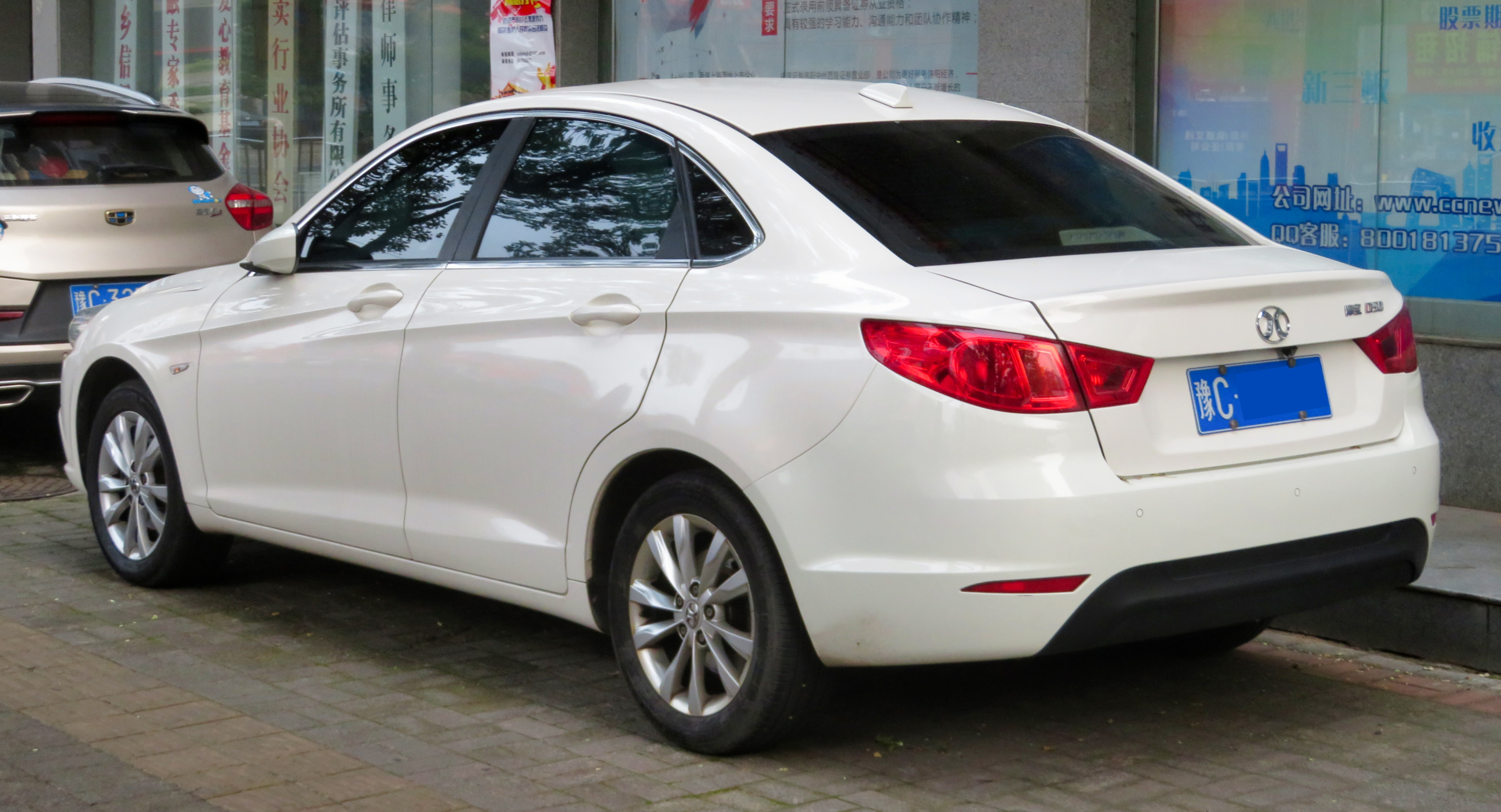
2015-2017

## Второе поколение
Второе поколение было представлено на Шанхайском автосалоне 2017 года и вышло на рынок в ноябре с ценами от 67 900 юаней до 96 900 юаней.
Двигатель остался такой же как и у первого поколения, но с июля 2019 года этот двигатель также предлагается с турбонаддувом, мощностью 150 л. с.
В июле 2020 года с закрытием суббренда Senova модель была переименована в Beijing U5.

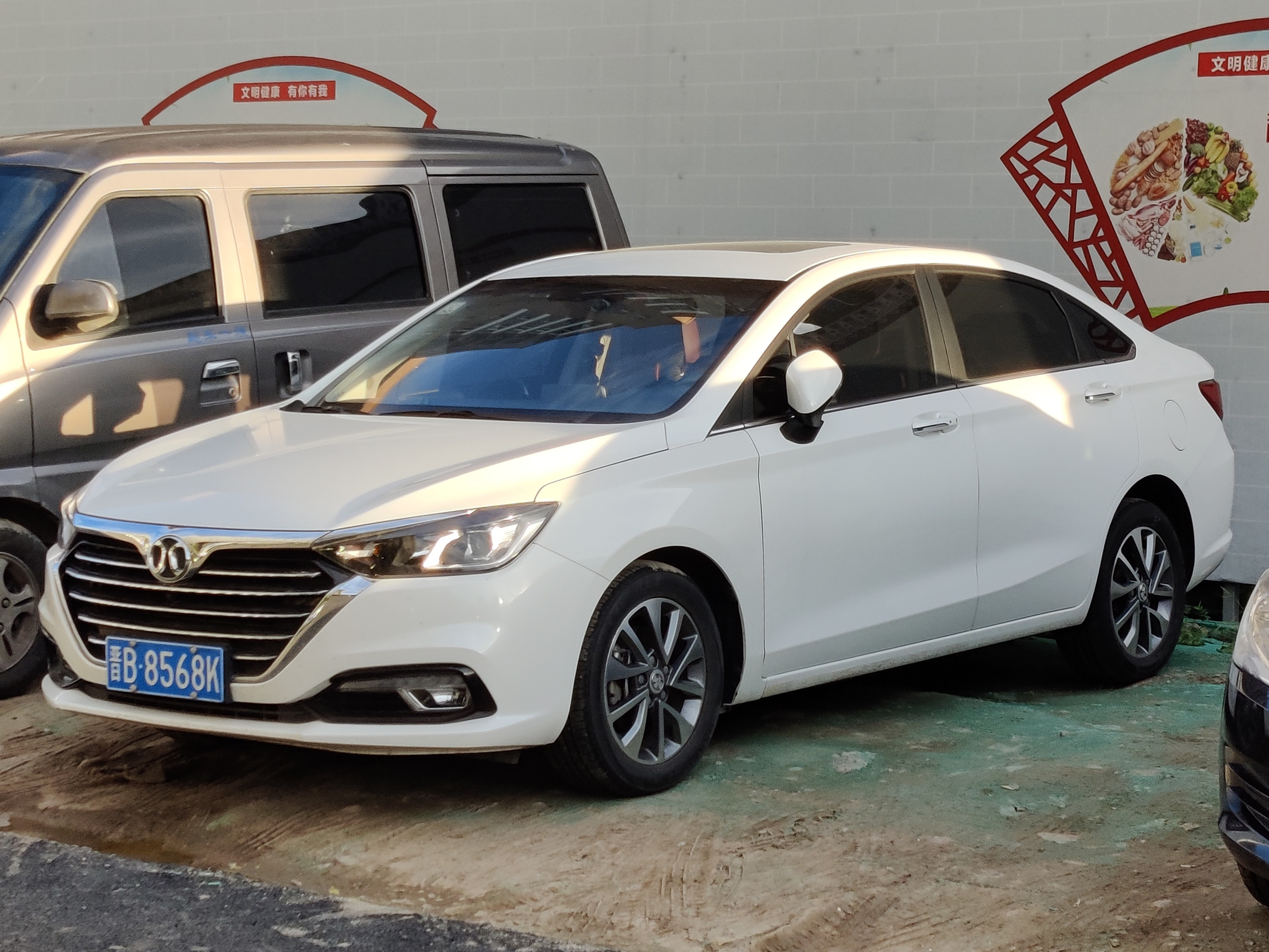
2017-2020
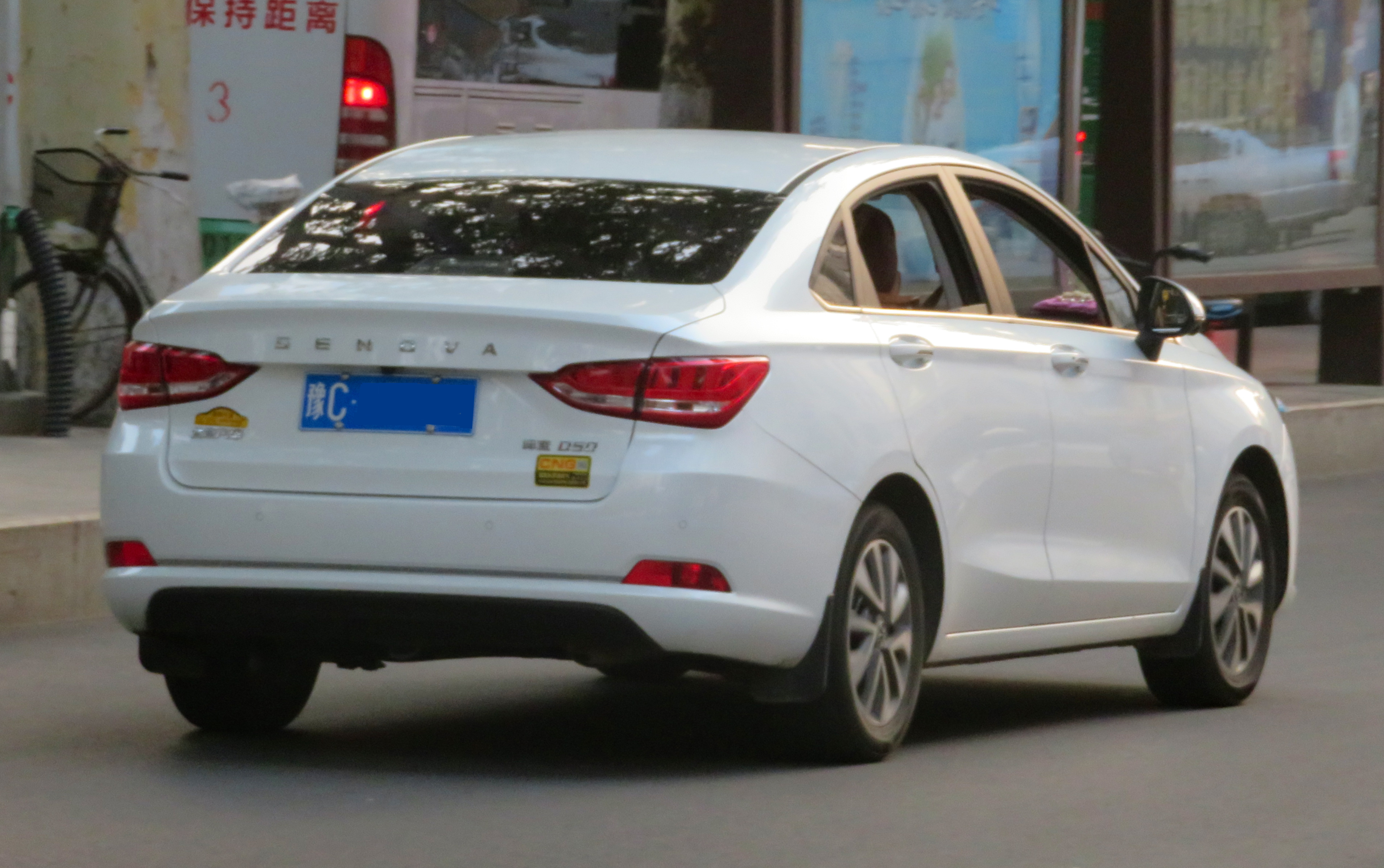
2017-2020

В апреле 2021 года под названием U5 Plus был представлен рестайлинг модели.

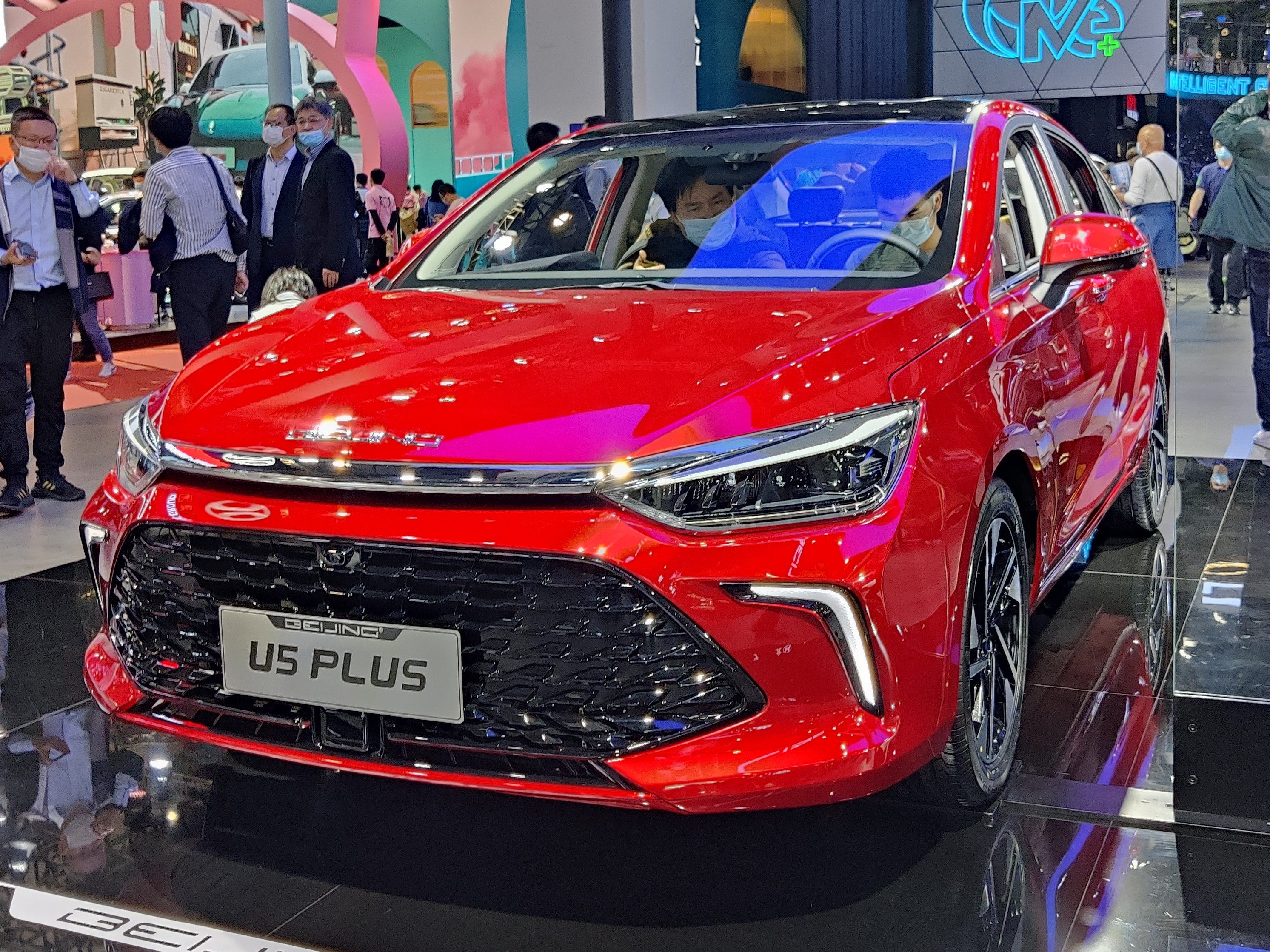
рестайлинг 2021 года U5 Plus
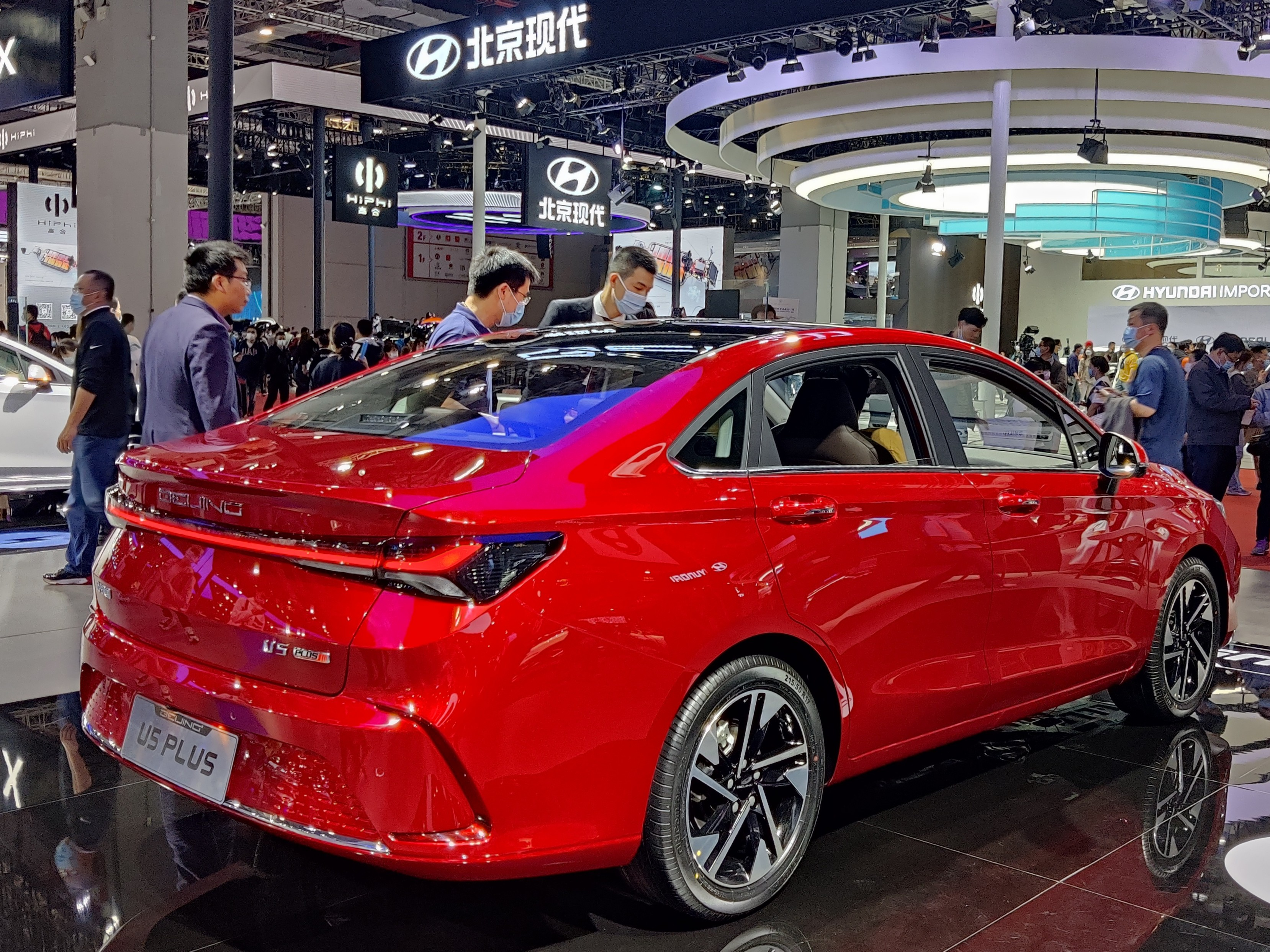
рестайлинг 2021 года U5 Plus

## Электромобили
На базе как первого так и второго поколений дочерняя компания BAIC BJEV (Beijing Electric Vehicle Co.) выпускала полностью электрические модели, внешне имеющие незначительные отличия в оформлении передней части Первоначально на базе первого поколения в 2015 году была представлена Senova EV300 с электродвигателем мощностью 136 л. с. (101 кВт) и запасом хода около 200 километров с начальной ценой от 200 000 юаней. После ребрендинга эта модель выпускалаь как серия BJEV EU — BJEV BJEV EU260 и EU400. Электроверсия второго поколения продавалась как EU5, в 2021 году прошла рестайлинг как у U5 Plus.

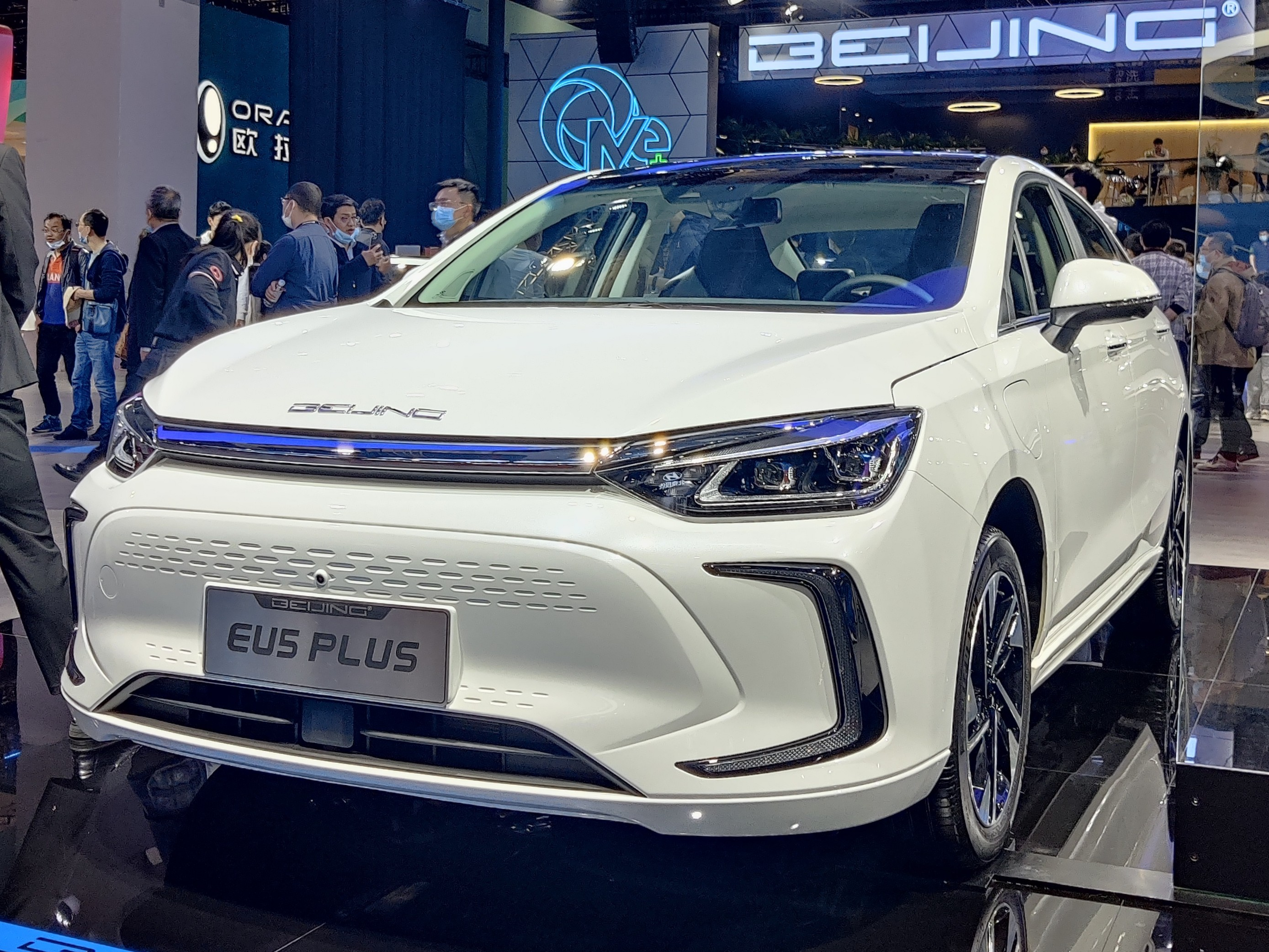
EU5 Plus
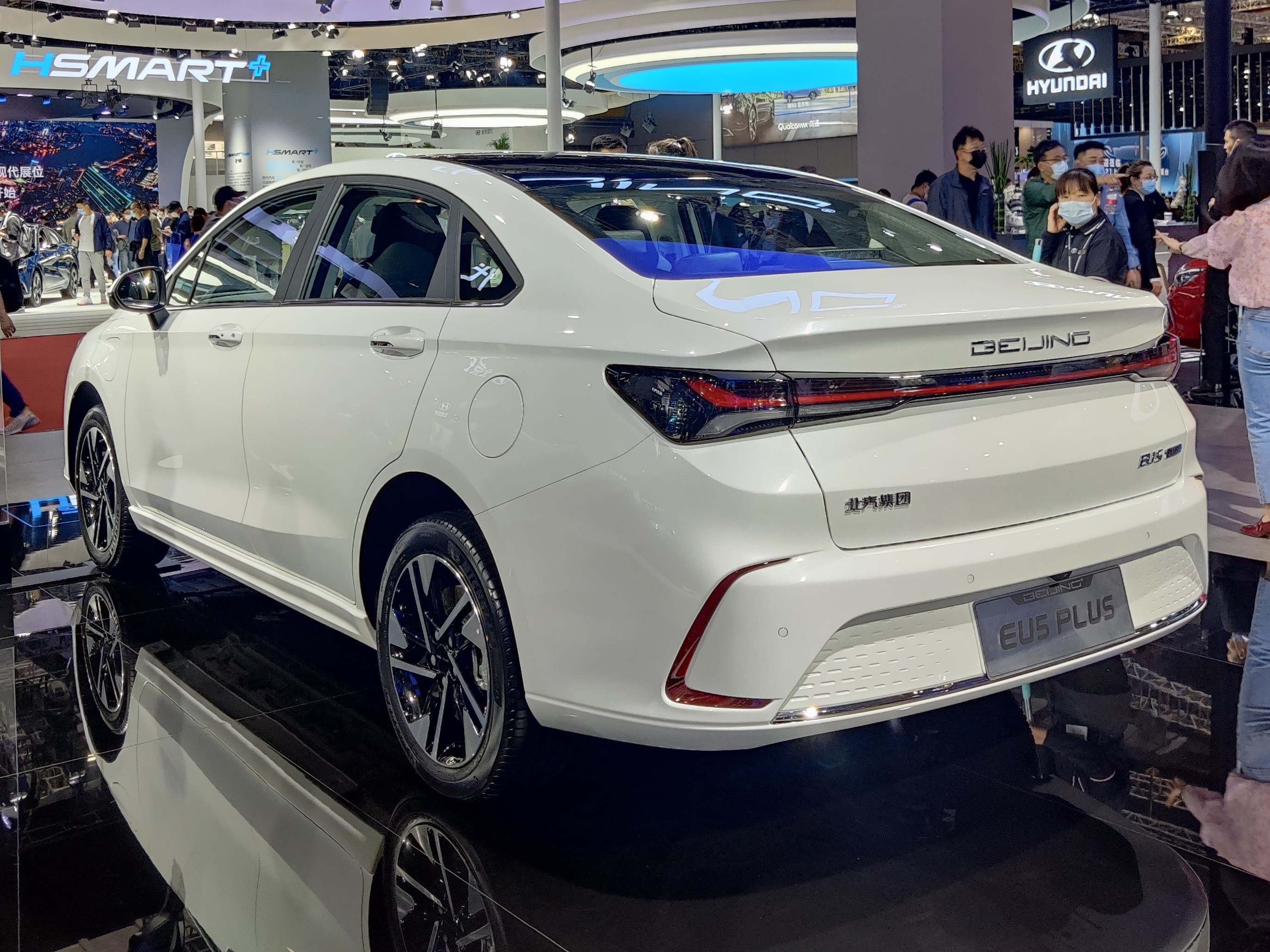
EU5 Plus

## В России
В сентябре 2022 года появилась информация, что по заказу агрегатора такси «Яндекс.Такси» рассматривается вариант поставки модели в Россию через Калининградский завод «Автотор» который заказал пробную отгрузку машин в количестве 12 машин и первая партия должна составить 220 машин.